# カリア

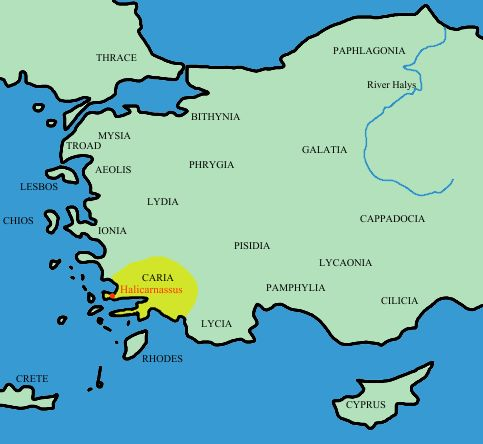
古代のカリア

カリア（英語: Caria、古代ギリシア語: Καρία）は、アナトリア半島南西部の古代の地名。北にリュディア、南東にリュキアが接する。ドーリア人やイオニア人がカリア西部に植民し、そこにギリシアの都市国家を形成した。今のトルコのアイドゥン県、ムーラ県一帯に相当する。
カリアの主要な都市にハリカルナッソスやカウノスがある。

## 歴史

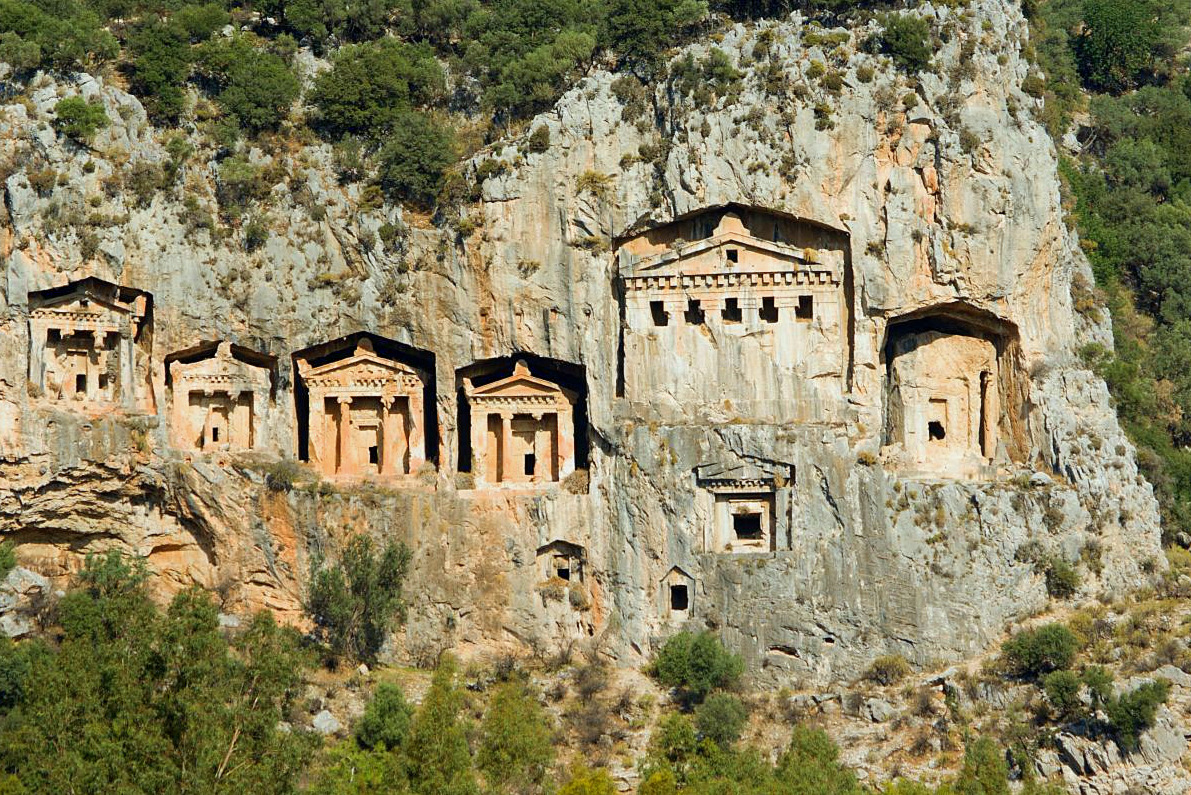
カウノスの石窟式の墓。ヘレニズム風

紀元前1250年ごろのヒッタイトの碑文には、ヒッタイトの西にある敵国として、ルッカー（リュキア）と並んでカルキシャまたはカリヤという名前が見え、カリアを意味していると見られる。
ヘロドトスによると、エジプト第26王朝のプサメティコス1世はイオニアとカリアの傭兵による軍事力を背景としていた。それを裏付けるようにエジプトのイシス像の土台にはカリア語を記したプサメティコス1世時代の碑文が残る。南のブヘンに至るナイル川沿いにカリア語の落書きが残っており、これらはヌビア遠征に従軍したカリア人によるものと考えられている。
その後、カリア本土を含むアナトリアはアケメネス朝に服属するが、紀元前4世紀になるとサトラップであったヘカトムノスが事実上の王としてカリアに君臨した。ヘカトムノスの子のマウソロスは権勢を振るい、その没後には巨大なマウソロス霊廟がハリカルナッソスに建造された。紀元前334年にヘカトムノスの娘のアダはアレクサンドロス3世に降伏し、カリアの統治者として認められた。
ヘレニズム時代にはギリシア化し、アフロディシアスのような都市が作られた。紀元前2世紀に共和政ローマがセレウコス朝に勝利すると、アナトリア西部はマイアンドロス川を境にペルガモン王国とロドスに分割され、カリアの大部分はロドスに属した。紀元前129年にペルガモン王国はローマに編入され、ローマのカリア属州が成立した。ロドスも紀元前42年にブルートゥスによって征服された。
アフロディシアスは名前のとおりアプロディーテーの聖地だったが、5世紀ごろにキリスト教化し、スタヴロポリス（十字架の町）と名前を変え、東ローマ帝国のカリア教区の府主教が置かれた。12世紀にセルジューク朝、ついでルーム・セルジューク朝の支配下にはいった。ルーム・セルジューク朝が衰えると、カリアの地にはメンテシェ侯国やアイドゥン侯国のようなベイリクが成立した。